# Астрофітум
Астрофітум (Astrophytum) — рід кактусів, основною ознакою яких є наявність білих цяток на стеблі.

## Ареал
Ареал — США (Техас) і Мексика (від півночі до центральних штатів Ідальго і Керетаро). Ростуть на висоті 100–1500 м над рівнем моря.

## Етимологія назви

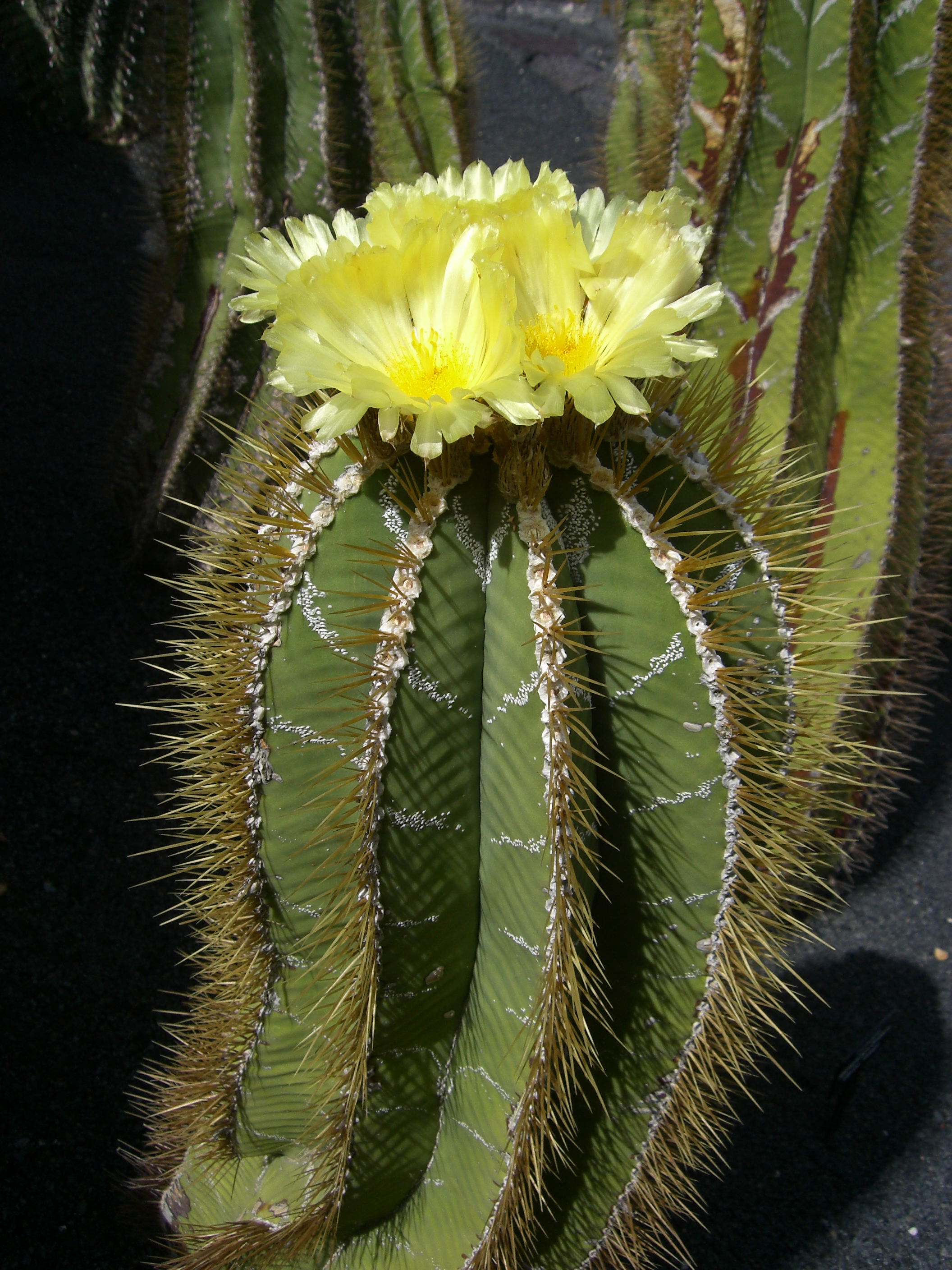
Astrophytum ornatum

Походить від латинського слова astrum, i, n. — зірка та грецького терміноелемента -phyt- рослина.

## Історія дослідження роду
Першим відкритим кактусом з цього роду був Astrophytum ornatum, описаний 1827 р. під назвою Echinocactus ornatus. Рід був введений Шарлем Лемером 1839 р. на підставі описаного ним Astrophytum myriostigma, якому першовідкривач виду Галеотті дав попередню назву Cereus callicoche (callicoche — прекрасна морська зірка). Лемер виділив його в окремий рід, який назвав Astrophytum.

## Класифікація
Неоднорідний характер ареалу розповсюдження викликає труднощі в систематиці астрофітумів. Рослини одного виду, але різних популяцій, віддалених один від одного на значні відстані, часто мають морфологічні відмінності, що призводить до появи низки підвидів або різновидів. Квіти астрофітумів не самозапильні, але в межах однієї популяції різні види за допомогою природних запилювачів легко піддаються гібридизації, даючи стійке фертильне потомство зі змішаними батьківськими рисами.
В останні роки з'явилася низка міжвидових гібридів, вирощених в умовах культури. Окремі екземпляри гібридів через свої декоративні якості цікаві колекціонерам. Так японськими селекціонерами були отримані культивари Astrophytum asterias «Kabuto» і Astrophytum myriostigma «Onzuka».
Складається з двох підродів: Astrophytum та Neoastrophytum. Класифікаційним критерієм було визначено форму плодів.
Наразі дослідники не можуть дійти остаточної згоди щодо деяких класифікаційних рангів. Але всі збігаються у тому, що існують щонайменше 4 види астрофітумів:
- Astrophytum asterias
- Astrophytum capricorne
- Astrophytum myriostigma
- Astrophytum ornatum

Деякі автори виділяють ще Astrophytum coahuilense та Astrophytum senile.
2002 р. було знайдено вид, який спочатку належав до монотипного роду Digitostigma, проте пізніше рід було скасовано, а вид — віднесено до роду Астрофітум — Astrophytum caput-medusae. Приєднання відбулося через наявність у рослини волокнистих нашарувань на стеблі — характерної ознаки роду.

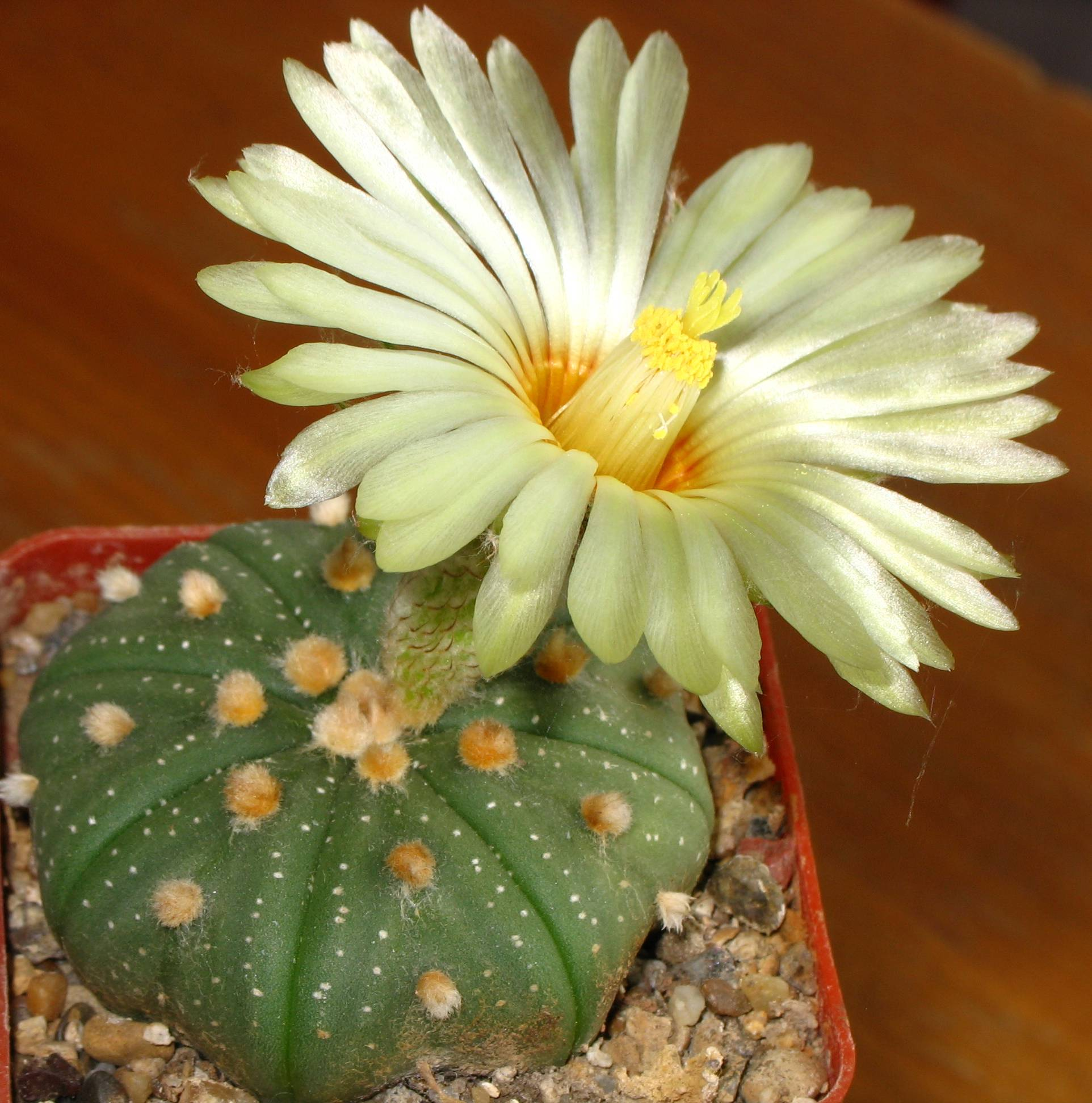
Astrophytum asterias

Деякі застарілі назви видів і їхні сучасні відповідники (в дужках)
- Astrophytum columnare (Astrophytum myriostigma)
- Astrophytum crassispinoides (Astrophytum capricorne var. crassispinoides)
- Astrophytum glabrescens (Astrophytum ornatum)
- Astrophytum niveum (Astrophytum capricorne var. niveum)
- Astrophytum nuda (Astrophytum myriostigma var. nudum)
- Astrophytum prismaticum (Astrophytum myriostigma)
- Astrophytum senile (Astrophytum capricorne)
- Astrophytum tulense (Astrophytum myriostigma)

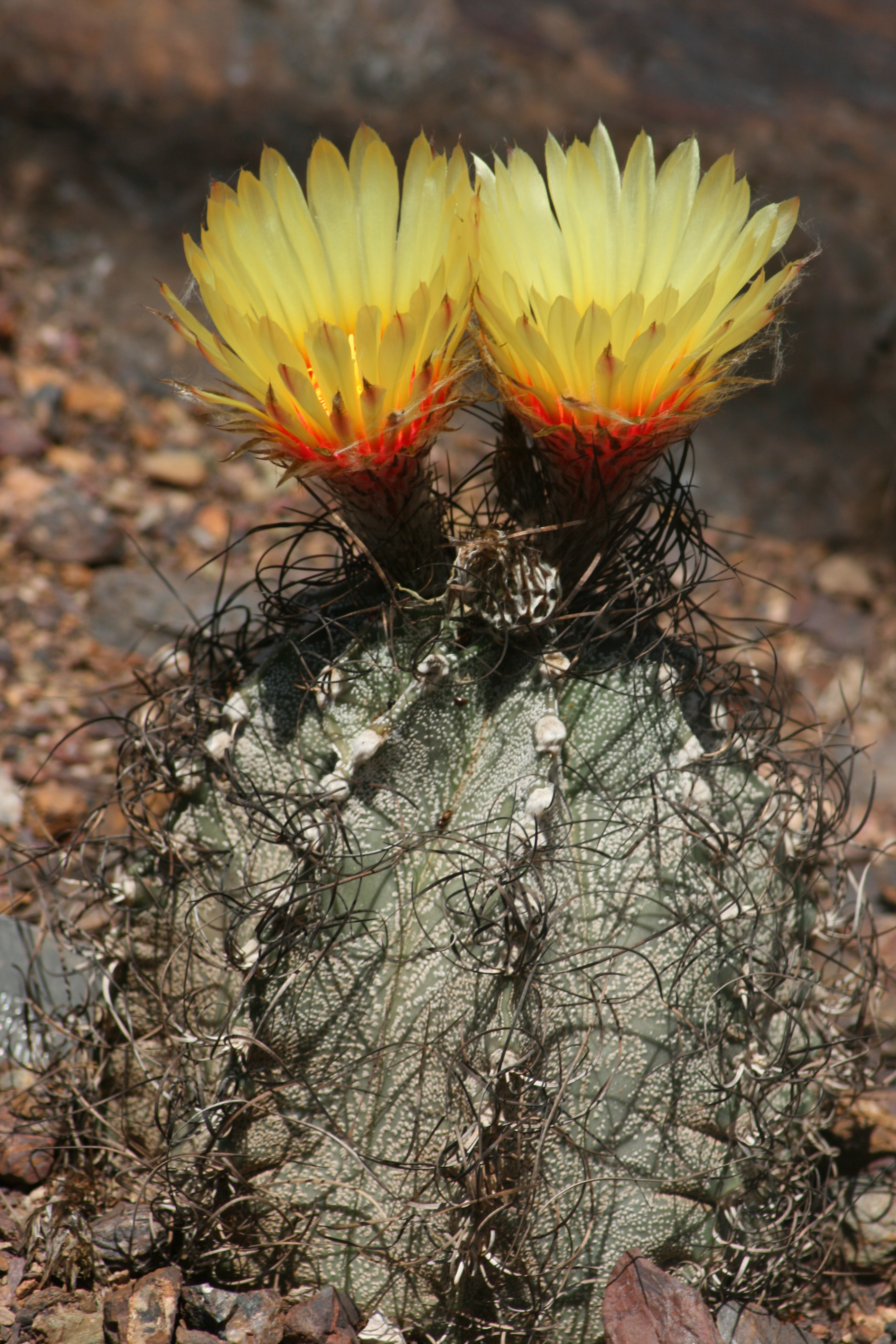
Astrophytum capricorne

## Гібриди

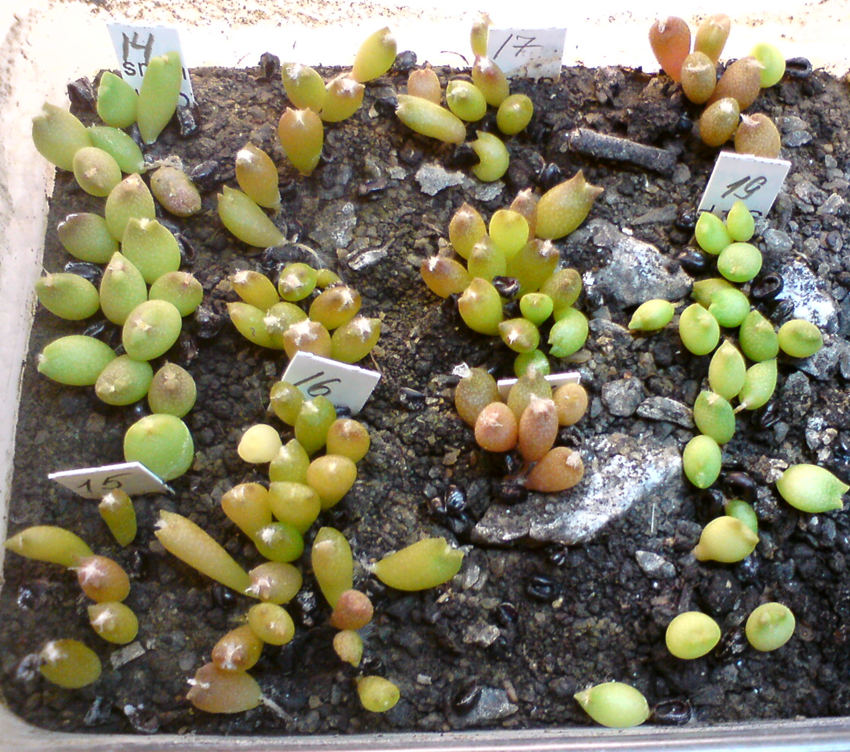
20-денні проростки астрофітумів: 14 — Astrophytum coahuilense, 15 — Astrophytum myriostigma, 16 — Astrophytum myriostigma v. nudum, 17 — Astrophytum myriostigma v. quadricostatum, 18 — Astrophytum ornatum, 19 — Astrophytum senile

Зазвичай астрофітуми легко схрещуються між собою, а отримані гібриди називають згідно з першими літерами видових назв їхніх батьків. Якщо, наприклад, пилок Astrophytum capricorne використовували для запилення Astrophytum asterias, то проростки, які виростуть з такого
насіння, слід називати астрофітум ASCAP. У гібридів можна виявити ознаки обох батьків.
Однак деякі види астрофітум або взагалі не схрещуються між собою, або схрещуються вкрай рідко. Ботаніку Садовському не вдалося схрестити між собою два різновиди Astrophytum myriostigma — типову і coahuilense, зате coahuilense легко схрещуються з Astrophytum asterias. Ця обставина, як вважав Садовський, дозволяє вважати, що різновид coahuilense більше споріднений з видом Astrophytum asterias, ніж з Astrophytum myriostigma, і тому його слід розглядати як самостійний вид Astrophytum coahuilense.

## Характеристика роду
Переважно це рослини з кулястими або циліндричними стеблами, що досягають в окремих випадках майже двометрової висоти. Стебла розділені на чіткі ребра, які можуть бути плоскими або навіть увігнутими всередину, як у Astrophytum asterias, або гострими і високими, як у більшості видів. Рослини відрізняються строгими геометричними пропорціями. Епідерміс вкритий вираженими в різному ступені білими або жовтуватими нашаруваннями, що складаються з пучків дрібних волосків. Колючки можуть бути відсутніми, прямими і жорсткими або ж зігнутими і гнучкими. Жовті квіти до 8 см в діаметрі з'являються з ареол на вершині стебла. Насіння характерної човноподібної форми.

## Умови культивування
Вирощування астрофітумів не становить особливих труднощів, якщо використовувати мінеральний субстрат, акуратно поливати рослини і пам'ятати, що вони не люблять частих пересадок. Потребують більшої кількості кальцію у суміші, порівняно з іншими кактусами, зимівлі при температурі 8-12 °C та значної інсоляції протягом всього року. Щеплення абсолютно необов'язкове і використовується тільки для прискореного розмноження цікавих форм. Розмножуються переважно насінням, яке проростає на 2-3 добу. Діаметр насінини становить 1—1,5 мм.